# Гигантский цепкохвостый сцинк
Гигантский цепкохвостый сцинк (лат. Corucia zebrata) — вид ящериц из семейства сцинковых. Представитель монотипического рода.

## Описание

### Внешний вид
Гигантский цепкохвостый сцинк — один из наиболее крупных видов сцинковых ящериц, достигает 60—70 см в длину и весит 0,5—0,8 кг. Характерная черта — длинный цепкий хвост. Конечности хорошо развиты, длинные пальцы с крупными острыми когтями. Голова крупная, высокая, с мощными челюстями, морда притупленная. Окраска оливковая, зеленовато-серая до зелёной со светлыми поперечными полосами на спине, хвост одноцветный, брюхо светло-зелёное, серовато-желто-зелёное или кремовое.

### Распространение
Эндемик Соломоновых островов.

### Образ жизни
Ведёт древесный образ жизни, обитает во влажных лесах, особенно в зарослях фикусов Ficus watkinsiana.
Активен в сумерках и ночью. Утром отмечается кратковременный баскинг. Большую часть дня сцинки проводят в укрытиях (дуплах деревьев).
Как самцы, так и самки территориальны.

### Питание
Растительнояден. Питается листьями, побегами, цветами и плодами различных растений, в том числе ядовитых для других животных. Животную пищу поедает очень редко, чаще её употребляют молодые сцинки. Молодые особи поедают фекалии взрослых ящериц, чтобы получить необходимую для переваривания растительного корма кишечную микрофлору.

### Размножение

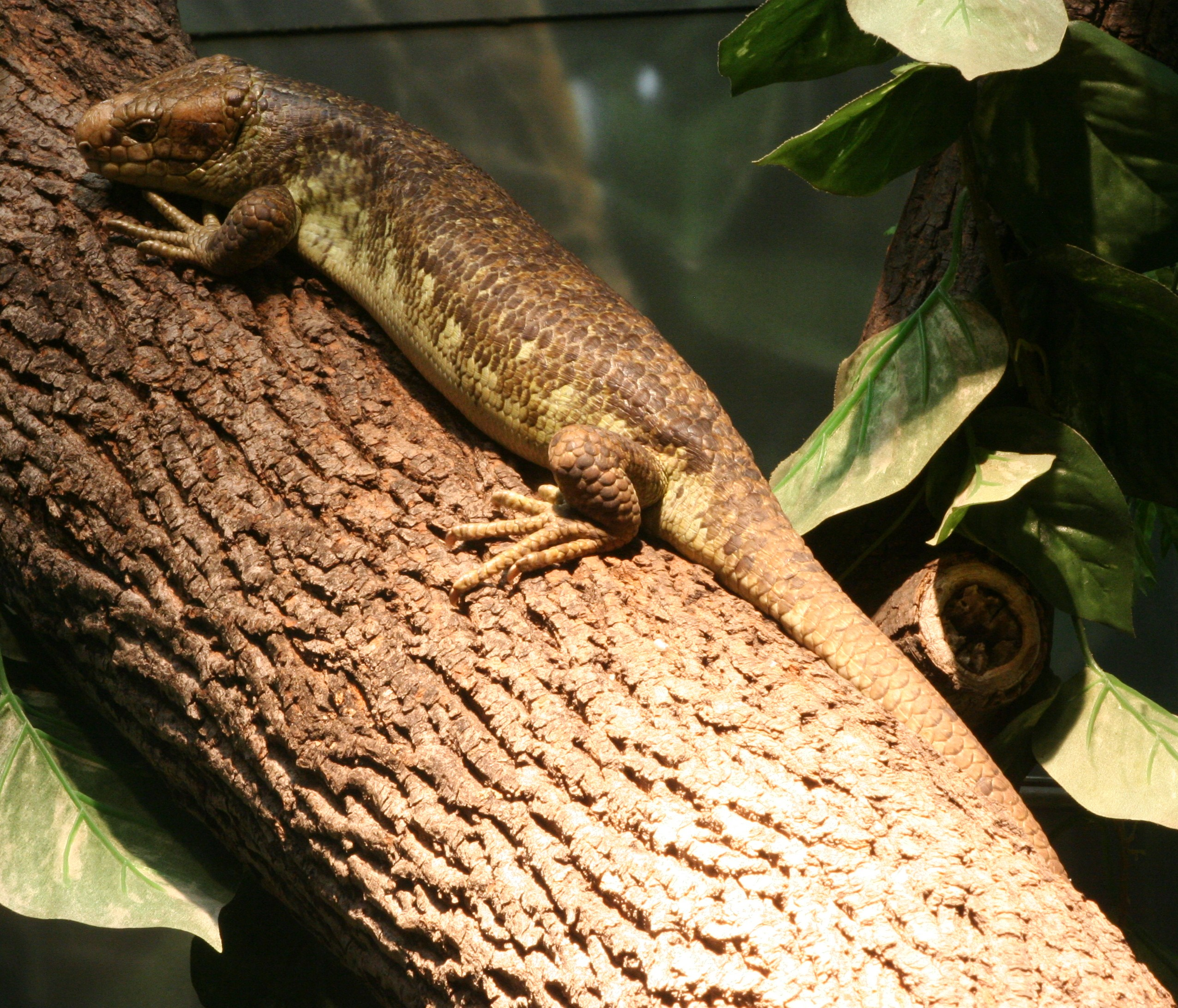
Цепкохвостый сцинк (Corucia zebrata) в Зоопарке Буффало

Удивителен гигантский цепкохвостый сцинк своей «семейной жизнью». У него наблюдается образование постоянных семейных групп, что для рептилий не характерно. Ядро группы составляет взрослый самец и 1—2 самки. Цепкохвостый сцинк относится к живородящим видам. Беременность продолжается 6—9 месяцев. Самка рождает одного очень крупного детеныша (очень редко двух или трёх), размеры которого могут достигать более 30 см в длину и веса более 100 грамм. Детеныши остаются в группе 6—12 месяцев, затем уходят для создания своей семейной группы. Отмечены случаи принятия в группу чужих детенышей («сирот»), в то время как чужие взрослые особи изгоняются с территории группы.

## Классификация
Выделяют два подвида:
- Corucia zebrata zebrata — номинативный подвид, населяет острова Шуазель, Нью-Джорджия, Санта-Исабель, Гуадалканал, Малаита, Сан-Кристобаль, Санта-Ана и Шортланд
- Corucia zebrata alfredschmidti — северный подвид, обитает на островах Бугенвиль и Бука

Наиболее близкими родственниками гигантского цепкохвостого сцинка являются австралийские сцинки из родов Tiliqua, Egernia.

## Охранный статус
Численность вида сокращается в связи с перевыловом для продажи и низкой скоростью воспроизводства в природе. Вид включен в Приложение II к конвенции CITES.